# Эль-Пиньон
Эль-Пиньон (исп. El Piñón) — город и муниципалитет на севере Колумбии, на территории департамента Магдалена.

## История
Поселение, из которого позднее вырос город, было основано в 1770 году. Муниципалитет Эль-Пиньон был выделен в отдельную административную единицу в 1915 году.

## Географическое положение

МуниципалитетЭль-Пиньон

Город расположен в западной части департамента, на правом берегу реки Магдалена, на расстоянии приблизительно 112 километров к юго-западу от Санта-Марты, административного центра департамента Магдалена. Абсолютная высота — 12 метров над уровнем моря.

Муниципалитет Эль-Пиньон граничит на севере с территорией муниципалитета Саламина, на северо-востоке и востоке — с муниципалитетом Пивихай, на юго-востоке — с муниципалитетом Чиболо, на юге — с муниципалитетом Сапаян, на юго-западе — с муниципалитетом Серро-Сан-Антонио, на западе — с территорией департамента Атлантико. Площадь муниципалитета составляет 547 км².

## Население
По данным Национального административного департамента статистики Колумбии, совокупная численность населения города и муниципалитета в 2015 году составляла 16 752 человек.
Динамика численности населения муниципалитета по годам:
| 2005   | 2006   | 2007   | 2008   | 2009   | 2010   | 2011   | 2012   | 2013   | 2014   | 2015   |
| ------ | ------ | ------ | ------ | ------ | ------ | ------ | ------ | ------ | ------ | ------ |
| 17 035 | 16 953 | 16 924 | 16 880 | 16 856 | 16 834 | 16 812 | 16 795 | 16 771 | 16 757 | 16 752 |

Согласно данным переписи 2005 года мужчины составляли 53,1 % от населения Эль-Пиньона, женщины — соответственно 46,9 %. В расовом отношении белые и метисы составляли 96,9 % от населения города; негры, мулаты и райсальцы — 3,1 %.
Уровень грамотности среди всего населения составлял 77,6 %.

## Экономика
Основу экономики Эль-Пиньона составляет сельскохозяйственное производство.

59,0 % от общего числа городских и муниципальных предприятий составляют предприятия торговой сферы, 21,2 % — предприятия сферы обслуживания, 19,5 % — промышленные предприятия, 0,3 % — предприятия иных отраслей экономики.

## Транспорт
Через город проходит национальное шоссе № 27 (исп. Ruta Nacional 27).